# Мак пісковий
{{#ifeq:0|0|{{#if:|{{#if:Papaverargemone|[[]}}|}}}}
Мак пісковий, або польовий (Papaver argemone) — вид трав'янистих рослин родини макові (Papaveraceae). Поширений у Європі, західній Азії та Північній Африці.

## Опис
Однорічна рослина до 5 дм заввишки. Стебла прості або розгалужені. Листки до 12[-20] см. Квіти: пелюстки темно-червоні, іноді з темною базальною плямою, до 25 мм; пиляки блідо-сині. Коробочки сидячі, від довгастих до булавоподібних, чітко ребристі, до 2 см, від рідко до слабо щетинисті.

## Поширення
Північна Африка: Алжир (пн.), Єгипет (пн.), Марокко, Канарські острови; Європа: Данія, Ірландія, Швеція (пд.), Норвегія (пд.), Велика Британія, Австрія, Бельгія, Німеччина, Угорщина, Нідерланди, Польща, Словаччина, Швейцарія, Білорусь, Естонія, Латвія, Литва, Молдова, Україна (зх. і Крим), Албанія, Боснія і Герцеговина, Хорватія, Греція, Італія (у т.ч. Сардинія), Македонія, Чорногорія, Румунія, Сербія (у т.ч. Косово), Словенія, Франція (у т.ч. Корсика), Португалія, Іспанія; Азія: Кіпр, Синай — Єгипет, Іран, Ірак, Ізраїль, Йорданія, Ліван, Сирія, Туреччина, Вірменія; натуралізований: пн.-сх. й пн.-зх. США.
В Україні зростає на піщаних і кам'янистих місцях і посівах — на заході й у Криму. Бур'яниста, декоративна рослина. Входить до переліку видів, які перебувають під загрозою зникнення на території м. Севастополя.

## Галерея

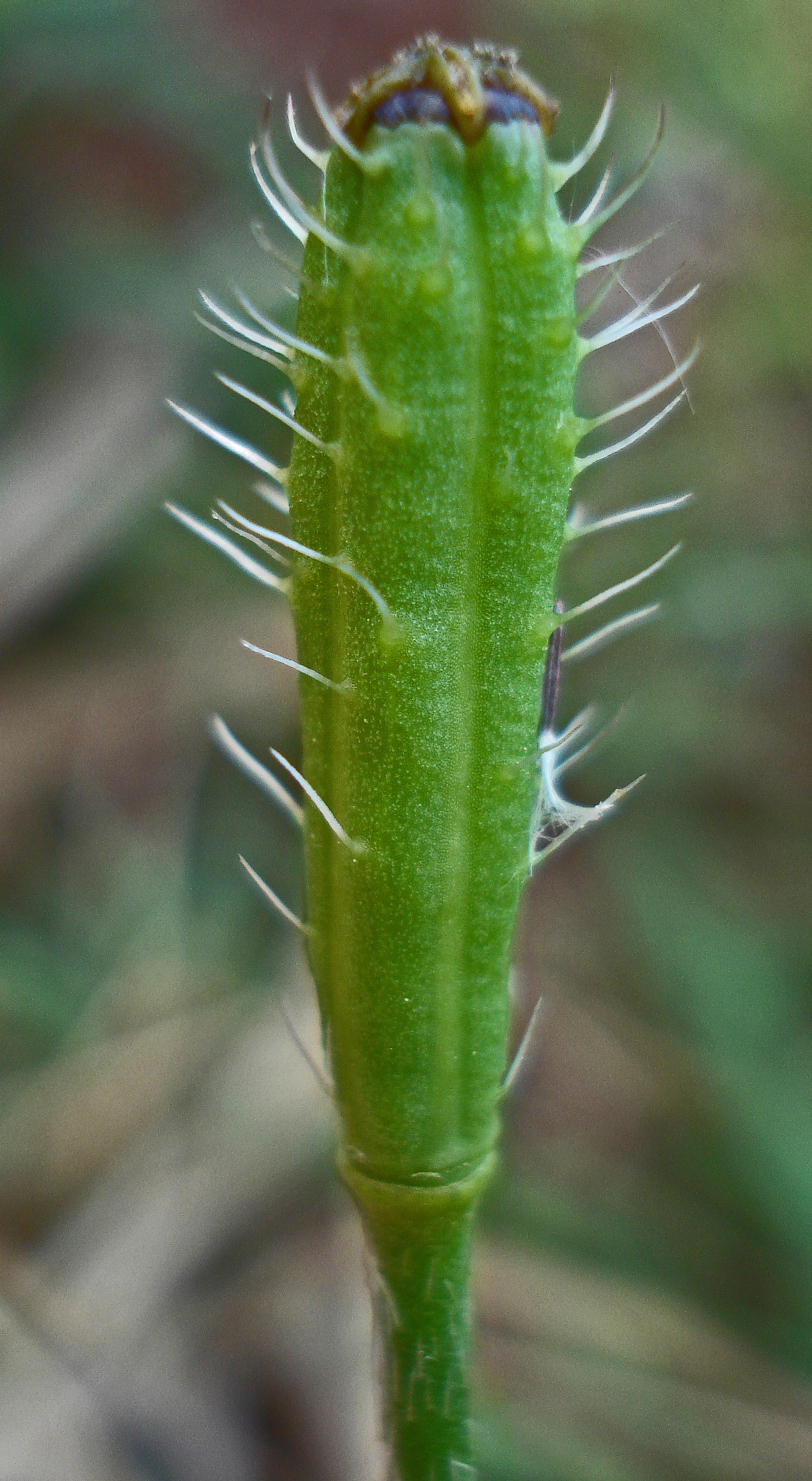
коробочка
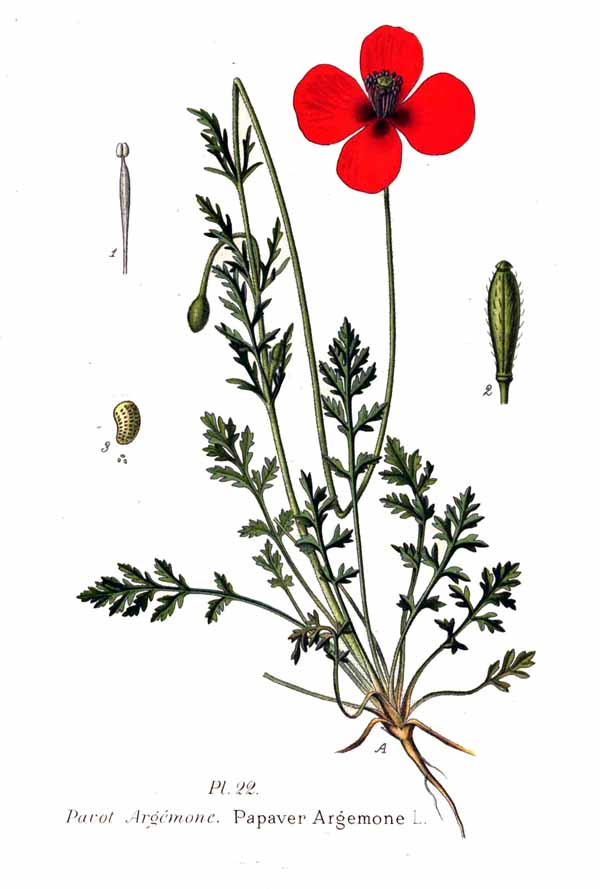
ілюстрація